# Claudio Bravo (Fußballspieler, 1983)
Claudio Andrés Bravo Muñoz (* 13. April 1983 in Viluco, Metropolregion Santiago) ist ein ehemaliger chilenischer Fußballtorhüter. Zuletzt stand er bei Betis Sevilla unter Vertrag. Er ist der erste Chilene, der 100 Länderspiele bestritt.

## Spielerkarriere

### Verein
Claudio Bravo begann seine Karriere als Profifußballer bei Colo Colo Santiago in Chile. Dort wurde der Torhüter Stammspieler. Mit Colo Colo gewann er die Apertura 2006 und wechselte anschließend im Sommer zum spanischen Erstligisten Real Sociedad. Ursprünglich war Bravo als Ersatztorwart verpflichtet worden, doch er spielte einen Großteil der Saison, weil Stammkeeper Asier Riesgo im Laufe der Saison einige Unsicherheiten zeigte. Am 22. Oktober 2006 gab Bravo sein Debüt beim damaligen Erstligisten im Ligaspiel gegen RCD Mallorca. Am Saisonende stieg Real Sociedad ab.

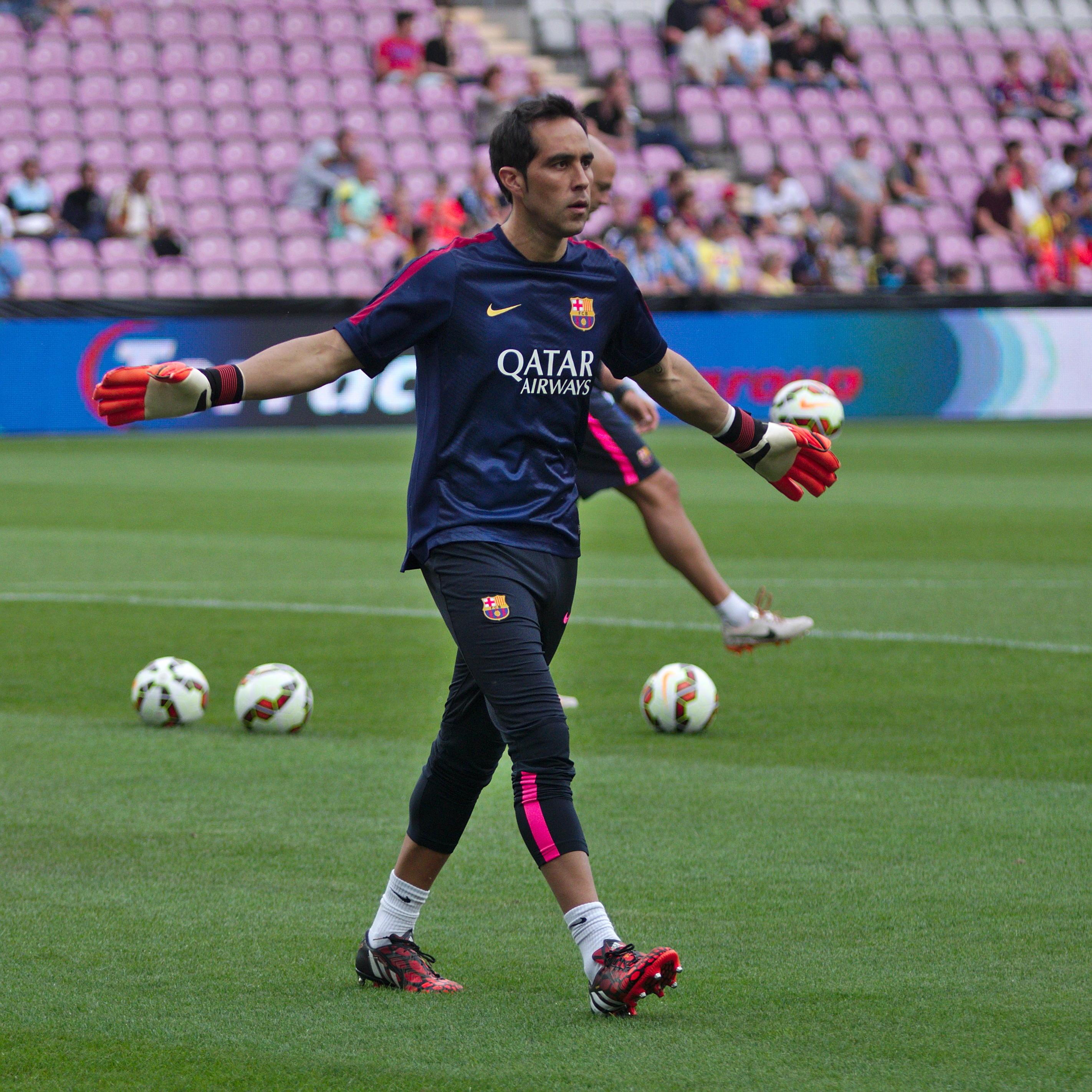
Claudio Bravo (2014)

Am 14. Februar 2010 schoss Bravo sein erstes Tor, als er einen direkten Freistoß verwandelte. Gegner war damals Gimnàstic de Tarragona. Nach Abschluss der Spielzeit 2009/10 kehrte er mit Real Sociedad zurück in die Primera División.
Zur Saison 2014/15 wechselte Bravo für 12 Mio. Euro zum FC Barcelona. Er unterschrieb einen Vierjahresvertrag bis zum 30. Juni 2018; seine Ausstiegsklausel lag bei 40 Mio. Euro. Er war in der Liga Stammtorhüter, in der UEFA Champions League und der Copa del Rey spielte Marc-André ter Stegen. Sein Ligadebüt für Barça absolvierte er am 24. August 2014 am ersten Spieltag beim 3:0-Sieg über den FC Elche. Auch an den sieben folgenden Spieltagen blieb Bravo ohne Gegentor. Am 25. Oktober 2014 kassierte er bei der 1:3-Niederlage im El Clásico gegen Real Madrid am neunten Spieltag nach 755 Spielminuten sein erstes Gegentor der Saison, als Cristiano Ronaldo in der 35. Spielminute einen Handelfmeter gegen ihn verwandelte. Bravo brach damit den Rekord von Pedro María Artola, der zum Saisonstart 1977/78 für 560 Minuten ohne Gegentreffer geblieben war. Am 17. Mai 2015 wurde Bravo, der in allen außer dem letzten Saisonspiel auflief, mit dem FC Barcelona zum ersten Mal spanischer Meister.
Im August 2016 wechselte er in die Premier League zu Manchester City, wo er einen Vierjahresvertrag erhielt. Im August 2020 wurde Bravo von seinem Club verabschiedet.
Daraufhin wechselte Bravo zur Saison 2020/21 ablösefrei zu Betis Sevilla und erhielt dort einen Vertrag über ein Jahr mit Option auf ein weiteres. Nach vier Spielzeiten in Sevilla beendete er am 27. August 2024 seine aktive Laufbahn.

### Nationalmannschaft
Claudio Bravo war chilenischer Nationaltorwart. Bevor er in die A-Nationalelf berufen wurde, hatte er bereits in verschiedenen Nachwuchsmannschaften des Verbands gespielt. Am 11. Juli 2004 gab er während der Copa América 2004 im Spiel gegen Paraguay sein Debüt. Drei Jahre später nahm er mit der chilenischen Auswahl an der Copa América 2007 in Venezuela teil. Während das Team 2004 nach der Vorrunde ausschied, scheiterte es im Jahr 2007 im Viertelfinale des Turniers. Nachdem 2007 sich Marcelo Salas aus der Nationalmannschaft verabschiedet hatte, wurde Bravo zum neuen Spielführer des Teams benannt. Als Kapitän führte er seine Mannschaft zur Weltmeisterschaft 2010 und zur Weltmeisterschaft 2014, bei der sie im Achtelfinale nach Elfmeterschießen gegen Brasilien ausschied. Am 10. Oktober 2014 löste er beim Freundschaftsspiel gegen Peru mit seinem 85. Länderspiel Leonel Sánchez als chilenischen Rekordnationalspieler ab, der seit 1963 Rekordhalter gewesen war. Am 24. März 2016 bestritt er beim WM-Qualifikationsspiel gegen Argentinien sein 100. Länderspiel. Am 28. Juni 2017 hielt er beim Elfmeterschießen am Ende des Halbfinales des Confed Cups 2017 in Russland gegen den amtierenden Europameister Portugal drei von drei Elfmetern. Für seine Leistungen wurde er in dem Turnier nach dem Finale gegen Deutschland als bester Torhüter ausgezeichnet.
Für die Weltmeisterschaft 2018 konnten sich die Chilenen durch eine 0:3-Niederlage in Brasilien am letzten Spieltag nicht qualifizieren. Verletzungsbedingt kam er 2018 zu keinem Länderspieleinsatz und wurde von Alexis Sánchez als Rekordnationalspieler abgelöst. Auch bei der Copa América 2019, bei der die Chilenen ihren Titel nicht verteidigen konnten, konnte er nicht eingesetzt werden. Im September 2019 kehrte er ins Tor der Chilenen zurück.
Im ersten Gruppenspiel der Copa América 2024 beim 0:0 gegen Peru am 21. Juni 2024 wurde Bravo mit 41 Jahren und 69 Tagen zum ältesten Spieler der Copa-Geschichte. Im selben Spiel wurde der Peruaner Paolo Guerrero mit 40 Jahren und 172 Tagen zum ältesten Feldspieler der Copa-Geschichte. Bei der 0:1-Niederlage gegen Argentinien im zweiten Gruppenspiel bestritt er seinen 150. und letzten Einsatz für die A-Nationalmannschaft.

## Erfolge

### Nationalmannschaft
- Copa América: 2015, 2016
- FIFA-Konföderationen-Pokal-Finalist: 2017

### Verein

#### CSD Colo-Colo
- Chilenischer Meister: 2006-A

#### Real Sociedad
- Aufstieg in die Primera División: 2010

#### FC Barcelona
- UEFA Champions League: 2015 1
- FIFA-Klub-Weltmeister: 2015
- UEFA Super Cup: 2015 1
- Spanischer Meister: 2015, 2016
- Spanischer Pokalsieger: 2015 1, 2016
- Spanischer Supercupsieger: 2016

#### Manchester City
- Englischer Meister: 2018, 2019
- Englischer Pokalsieger: 2019
- Englischer Ligapokalsieger: 2018, 2019, 2020
- Englischer Supercupsieger: 2018, 2019

#### Betis Sevilla
- Spanischer Pokalsieger: 2022

### Auszeichnungen
- Chiles Fußballer des Jahres: 2009
- Goldener Handschuh des FIFA-Konföderationen-Pokals 2017
- Goldener Handschuh der Copa Américaː 2015, 2016